# Microderolus tanzaniensis
Microderolus tanzaniensis är en skalbaggsart som beskrevs av Karl Adlbauer 2003. Microderolus tanzaniensis ingår i släktet Microderolus och familjen långhorningar.
Artens utbredningsområde är:
- Malawi.
- Moçambique.

Inga underarter finns listade i Catalogue of Life.